# Brachymeria bouceki
Brachymeria bouceki är en stekelart som beskrevs av T.C. Narendran 1978. Brachymeria bouceki ingår i släktet Brachymeria och familjen bredlårsteklar. Inga underarter finns listade.